# 21st Century Entertainment
21st Century Entertainment war ein Computerspielpublisher, der von Anfang bis Mitte der 1990er Jahre vor allem unter Amiga-Fans einen exzellenten Ruf hatte, dank der erfolgreichen und technisch Maßstäbe setzenden Flippersimulations-Reihen Pinball Dreams, Pinball Fantasies, Pinball Illusions und Slamtilt.

## Geschichte
1991 von Branchengrößen gegründet, landete man bereits 1992 mit Pinball Dreams einen Hit, der sich über 650.000 Mal verkaufte. Zur Firma gehörte damals auch der Softwareentwickler Spidersoft Ltd., der unter anderem 1994 die misslungene Filmumsetzung Cliffhanger für den Publisher Psygnosis entwickelte.
1997 arbeitete man an der Entwicklung von Electronic Pinball, welches aber nie veröffentlicht wurde. Zudem war geplant, sechs Spiele anderer Genres in diesem Jahr zu veröffentlichen.
1998 geriet man in finanzielle Schwierigkeiten und der britische Teil der Firma wurde geschlossen, 2000 wurde die 21st Century Entertainment Group und alle Untergruppen endgültig geschlossen.

## Softographie
- 1991: MoonFall
- 1991: Nebulus 2-Pogo a Gogo
- 1992: Pinball Dreams
- 1992: Pinball Fantasies
- 1992: Rubicon
- 1992: Deliverance
- 1994: Marvin's Marvellous Adventure
- 1995: Pinball Illusions
- 1995: Pinball Mania
- 1996: Slamtilt